# Werner Scholz (Violinist)
Werner Scholz (* 7. Juli 1926 in Dresden; † 10. Oktober 2012 in Berlin) war ein deutscher Violinist und Leiter einer Meisterklasse für Violine.

## Beruflicher Werdegang
Werner Scholz studierte in seiner Geburtsstadt Dresden bei Adrian Rappoldi. Von 1948 bis 1951 war er Konzertmeister der Dresdner Philharmonie. Ab 1951 Assistent und Nachfolger von Gustav Havemann in Cottbus und ab 1953 in Berlin. 1961 wurde er an der Hochschule für Musik „Hanns Eisler“ Berlin zum Professor für Violine berufen. Ab 1974 leitete er eine Meisterklasse für Violine mit herausragenden Lehrerfolgen. Im November 1975 wurde er zum Mitglied des Präsidiums des Zentralvorstandes der Gewerkschaft Kunst der DDR gewählt.

## Musikalische Leistungen
Werner Scholz wirkte 18 Jahre lang von 1956 bis 1974 als 1. Konzertmeister des Berliner Sinfonie Orchesters. Gleichzeitig konzertierte er als Solist in bedeutenden Musikzentren Europas. Durch ihn gelangten zahlreiche Werke zu Ur- und Erstaufführungen. Des Weiteren existieren von ihm Aufnahmen in Rundfunk und Fernsehen. Er war Gründer und Leiter des Kammerorchesters des Berliner Sinfonie-Orchesters und des Kammerorchesters der Hochschule für Musik „Hanns Eisler“ Berlin. In Kammermusikvereinigungen musizierte er u. a. mit Dieter Zechlin (Klavier), Jürgen Schröder (Klavier), Alfred Lipka (Viola) und Anton Spieler (Cello).
Er hatte maßgeblichen Anteil an der Entwicklung des internationalen Festivals der Künste in Hohenlohe und am Sophie-Charlotte-Violinpreis des Fördervereines des Residenzschlosses Mirow.

## Schüler
19 seiner Schüler wurden erste Konzertmeister, z. B. bei der Staatskapelle Berlin, der Dresdner Staatskapelle, den Wiener Philharmonikern, im Berliner Sinfonie Orchester; in Chemnitz, Rostock, Aachen, Würzburg, Gera u. a.
17 seiner Schüler wurden ebenfalls Professoren:
- Wien: Lothar Strauß
- Berlin: Walter-Karl Zeller, Antje Weithaas, Wolf-Dieter Batzdorf, Michael Erxleben, Joachim Scholz, Axel Wilczok, Kathinka Rebling, Eberhard Feltz
- Dresden: Peter Mirring,
- Weimar: Matthias Wollong
- Bremen: Katrin Scholz
- Rostock: Sylvio Krause
- Aachen: Skerdjano Keraj
- USA.: Felix Olschofka, David Yonan
- Großbritannien: Ulla Benz

Insgesamt 102 Preise errangen seine Schüler bei internationalen Wettbewerben, z. B. Rachel Barton, Wolf-Dieter Batzdorf, Thomas Böttcher, Michael Erxleben, Sabine Gabbe, Angela Jaffé, Peter Mirring, Conrad Muck, Marta Murvai, Franziska Pietsch, Song Qiang, Amelie~Xiaojun Huang ,Thorsten Rosenbusch, Joachim Scholz, Katrin Scholz, Ilja Sekler, Lothar Strauß, Petra Schwieger, Kai Vogler, Antje Weithaas, Iskandar Widjaja, Matthias Wollong, David Yonan (Chicago, USA).

## Auszeichnungen
- 1980 Vaterländischer Verdienstorden in Bronze
- 1986 Ehrentitel Verdienter Hochschullehrer der Deutschen Demokratischen Republik
- 1989 Nationalpreis der DDR III. Klasse für Kunst und Literatur